# Cembalea
Cembalea is een geslacht van spinnen uit de familie springspinnen (Salticidae).

## Soorten
De volgende soorten zijn bij het geslacht ingedeeld:
- Cembalea affinis Rollard & Wesolowska, 2002
- Cembalea heteropogon (Simon, 1910)
- Cembalea hirsuta Wesolowska, 2011
- Cembalea plumosa (Lessert, 1925)
- Cembalea triloris Haddad & Wesolowska, 2011